# Revala

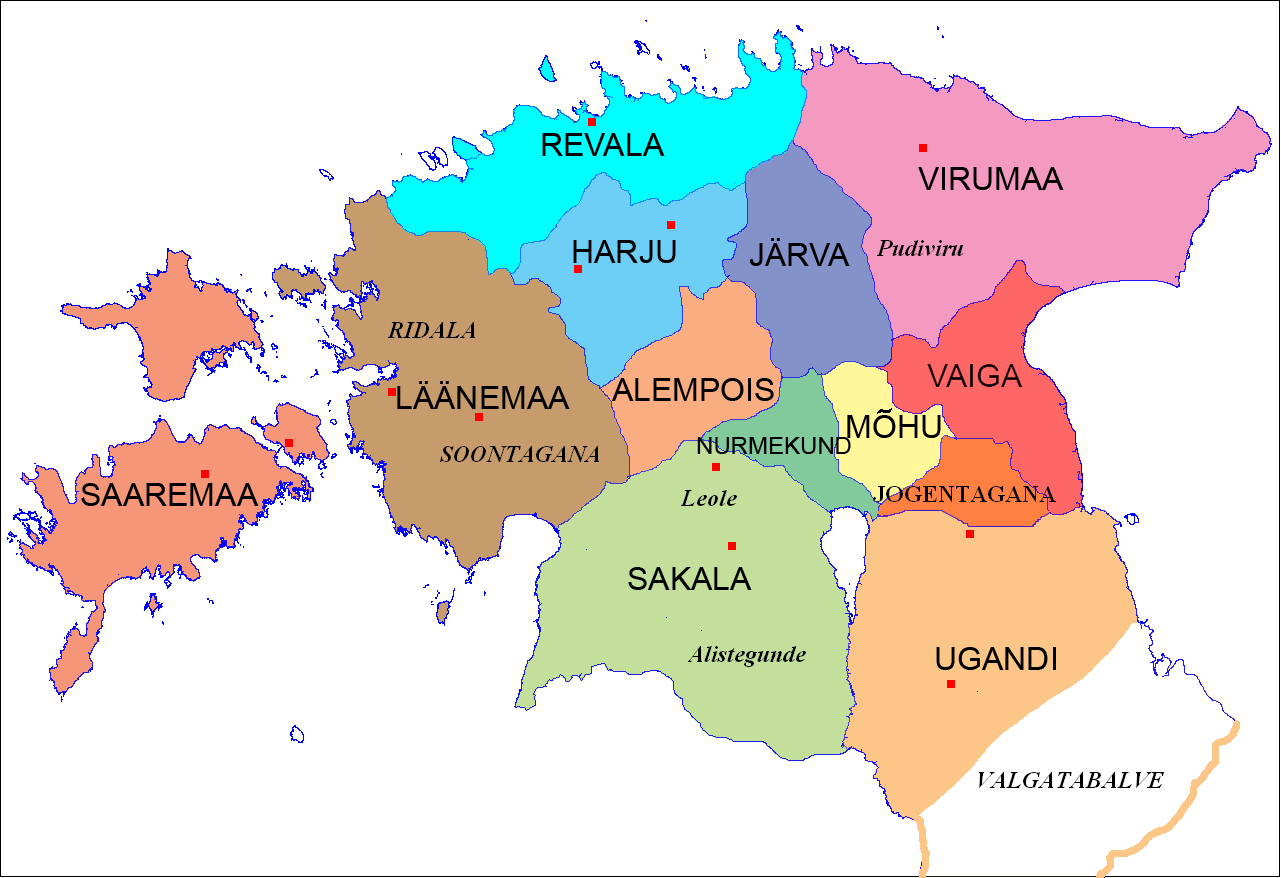
Mappa delle contee dell'Estonia antica

Revala (detta anche Rävälä, in latino Revalia) è stata una contea dell'Estonia tra il IX secolo e il 1224, epoca della conquista danese. Localizzata nel nord del paese, sul Golfo di Finlandia, corrispondeva all'incirca all'attuale territorio della Contea di Harju e comprendeva la città di Lyndanisse, oggi nota come Tallinn, capitale del paese.